# Cervo (Olaszország)
Cervo (ligur nyelven O Çervo) egy olasz község Liguria régióban, Imperia megyében.

## Földrajz
Imperiától 10 km-re fekszik a Ligur-tenger partján emelkedő dombok lejtőin.

## Története
Első írásos említései a 12. század végéről, 13. század elejéről származnak, Servo néven. Valószínűleg a latin cervus szóból ered a neve, utalva a sziklára, amely központjában magasodik. A középkorban a ventimigliai grófok birtoka volt, majd a Genovai Köztársaságé lett. A napóleoni háborúk során a franciák szerezték meg, majd 1815-ben, a bécsi kongresszus után a Szárd-Piemonti Királysághoz csatolták.

## Látnivalók

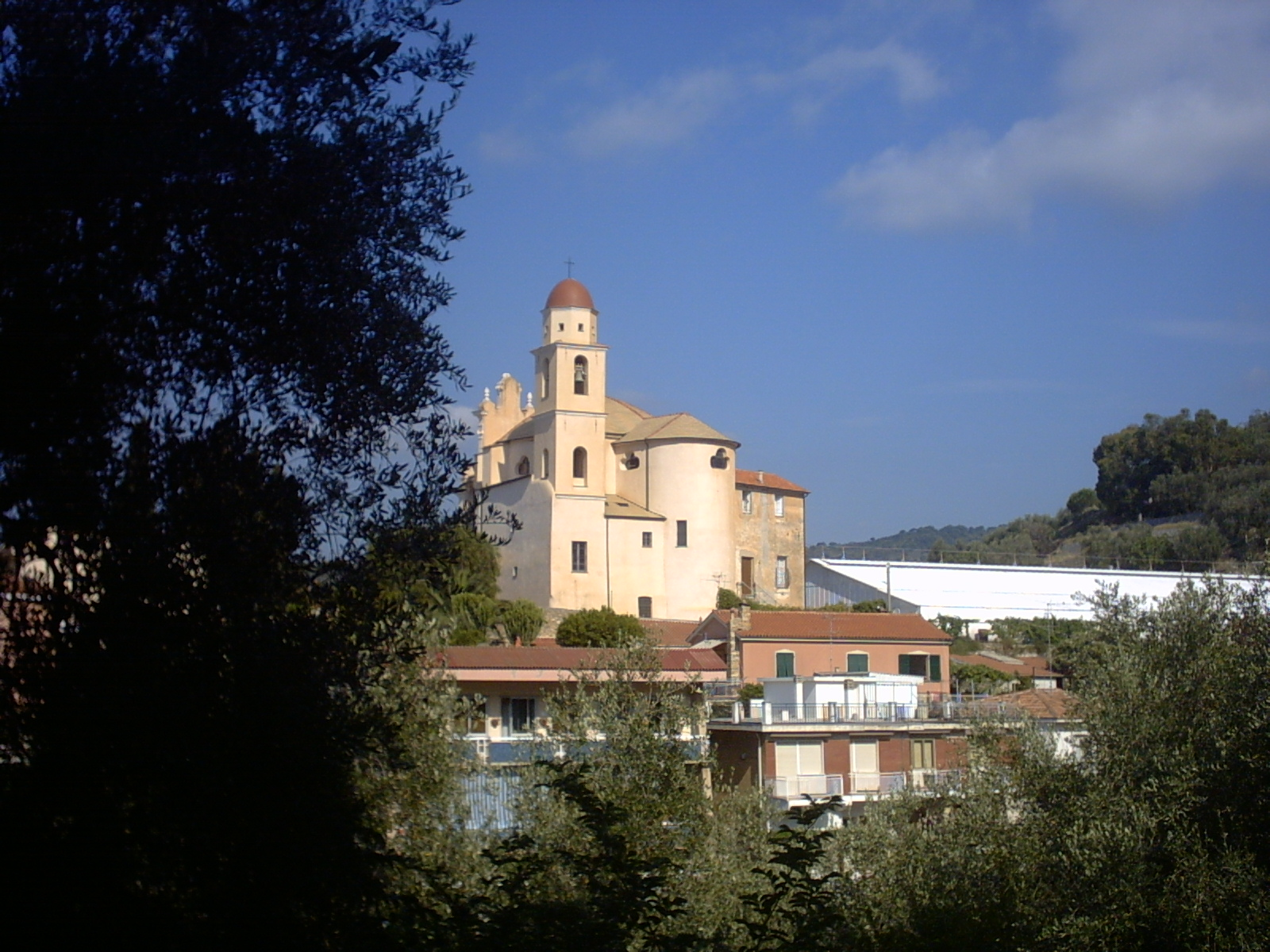
San Nicola da Tolentino templom

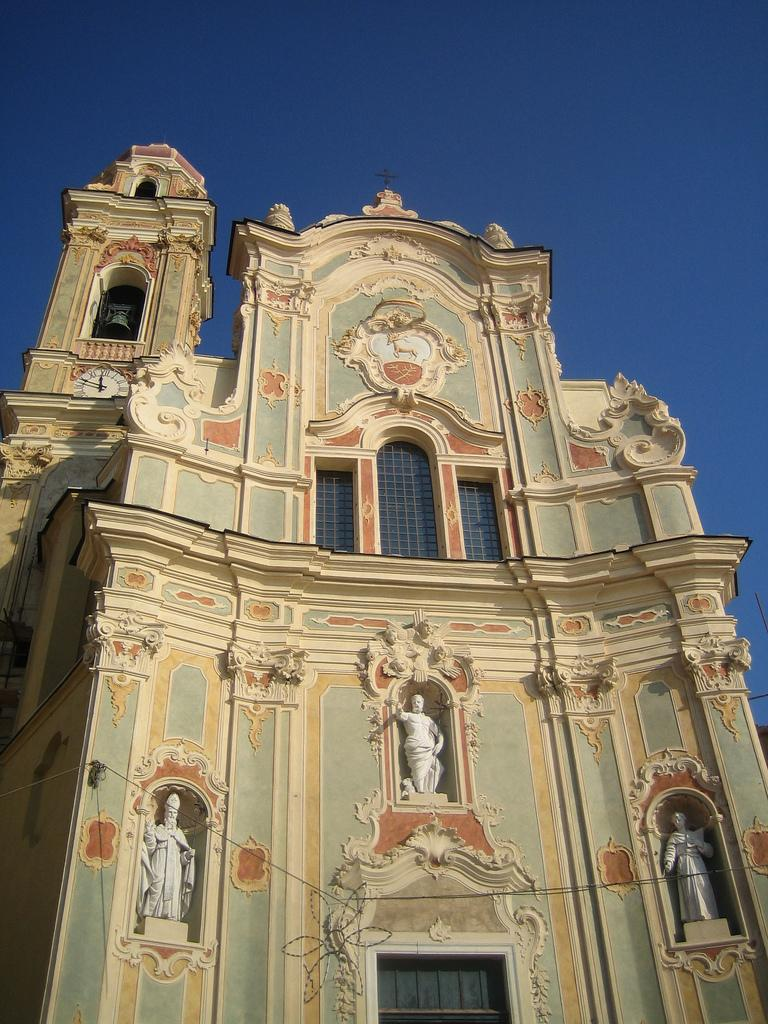
San Giovanni Battista templom

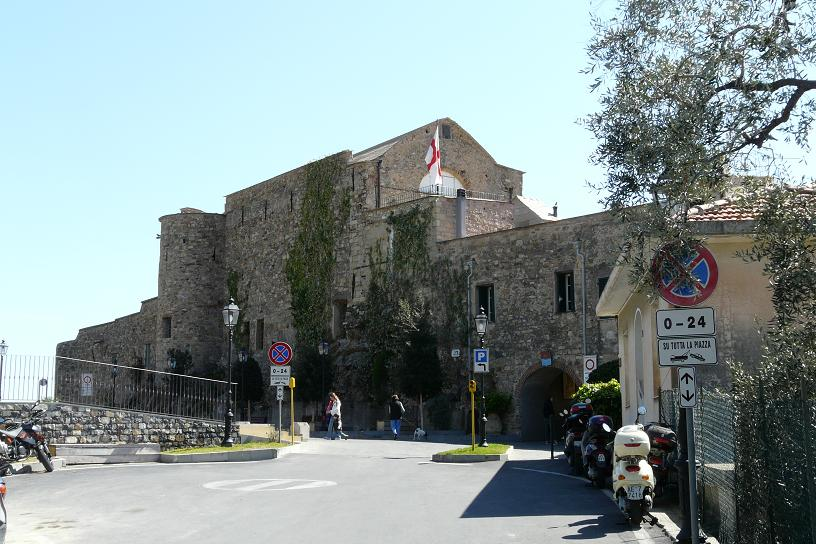
Clavesana vára

- San Nicola da Tolentino templom: a templomot egy ősi pogány templom romjaira építették. Története során többször építették át, amíg a 15. században végleg elhagyatottá vált a folyamatos barbár pusztítások következtében. 1600-ban egy genovai szerzetesrend kapta meg azzal a feltétellel, hogy mellette egy rendházat építenek. A szerzetesek 1798-ig éltek itt.
- San Giovanni Battista templom: a 17. és 18. század között épült barokk stílusban, egy hajóval.
- Oratorio di Santa Caterina: a 13. századból származik, egy hajóval, később egy oldalkápolnával egészítették ki. Belsejét 16. századi freskók díszítik, melyek közül az egyik Szent Györgyöt ábrázolja, amint megöli a sárkányt. A templom ma koncerteknek és kiállításoknak ad otthont.
- Palazzo Morchio: a 17. században klasszikus genovai stílusban épített palota. Ma a városháza székhelye.
- Palazzo del Duca: 19. századi palota
- Palazzo Viale-Citati: Cervo egyik legfontosabb családjának rezidenciájaként szolgált, a 18. században épült, freskók díszítik. 2004 óta itt tartják a polgári esküvői szertartásokat.
- A Clavesana-család vára: a Clavesana-hercegek építtették a 13. században. A vár azon kívül, hogy menedékként szolgált a lakosság számára a kalóztámadások ellen, a hercegek rezidenciája is volt. Az épület teljes egészében kőből épült, alapja négyszög. Négy tornya van. Története során több funkciót is betöltött, egyebek mellett kórház is volt. Ma itt található a turisztikai információs iroda, nyáron pedig kiállításokat is szerveznek.

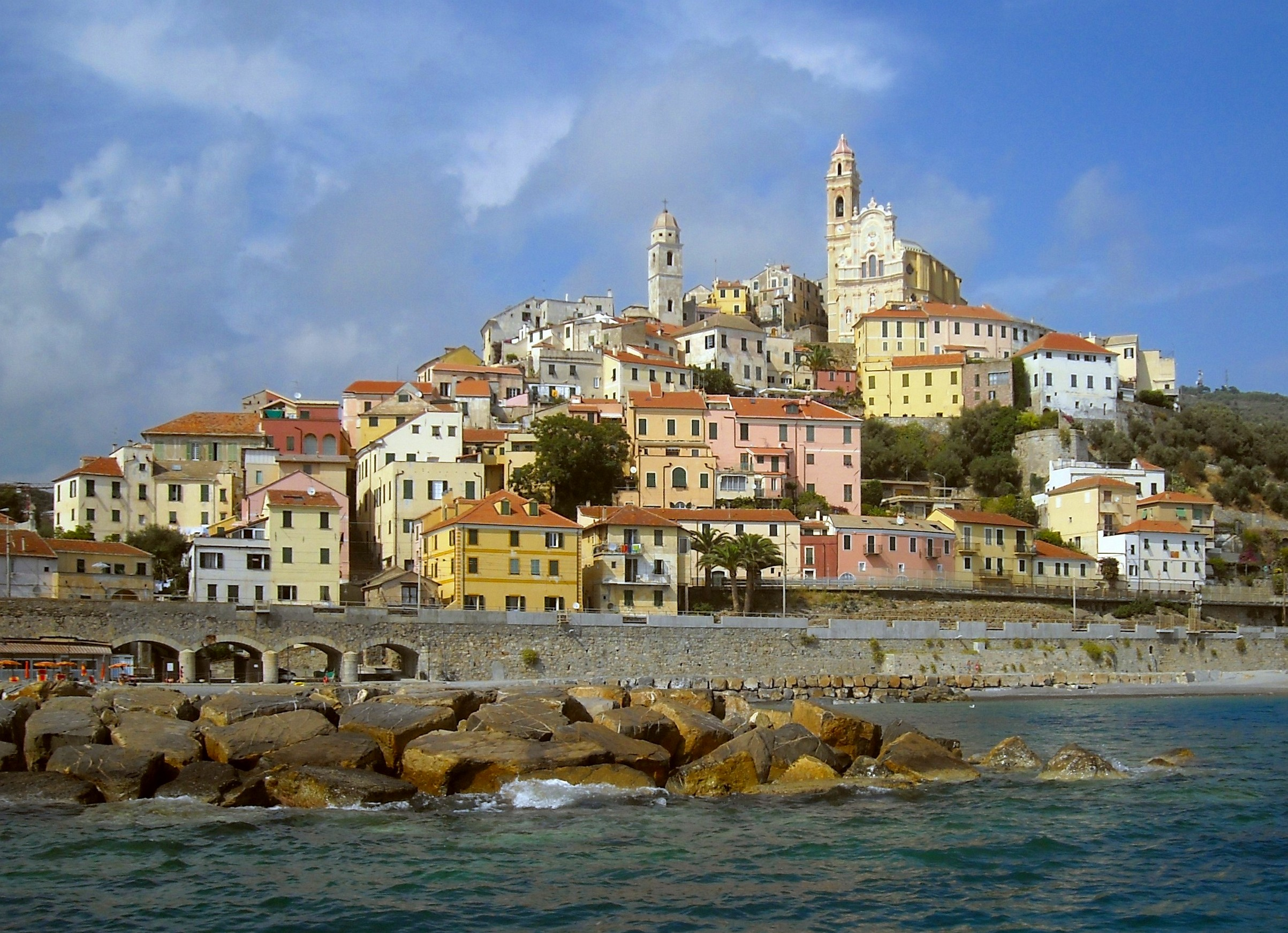
Cervo óvárosa

## Gazdaság
A település elsősorban az idegenforgalomból él, de jelentős az olivaolaj-termelés, valamint a borászat is. A helyi borok közül a legismertebbek a Vermentino és a Pigato.

## Fordítás
- Ez a szócikk részben vagy egészben  a   Cervo (Italia) című olasz Wikipédia-szócikk fordításán alapul.  Az eredeti cikk szerkesztőit annak laptörténete sorolja fel. Ez a jelzés csupán a megfogalmazás eredetét és a szerzői jogokat jelzi, nem szolgál a cikkben szereplő információk forrásmegjelöléseként.